# Dichonia tephroptila
Dichonia tephroptila är en fjärilsart som beskrevs av W. Warren 1910. Dichonia tephroptila ingår i släktet Dichonia och familjen nattflyn. Inga underarter finns listade i Catalogue of Life.